# Olios mutabilis
Olios mutabilis là một loài nhện trong họ Sparassidae.
Loài này thuộc chi Olios. Olios mutabilis được Cândido Firmino de Mello-Leitão miêu tả năm 1917.